# Tegucigalpa
Tegucigalpa (pronunciado em português europeu: [tɨgusiˈgaɫpɐ]; pronunciado em português brasileiro: [tegusiˈgawpɐ]; pronunciado em castelhano: [teɣusiˈɣalpa]) é a capital e a maior cidade das Honduras. Localiza-se no interior, no sul do país, aos pés da colina El Picacho, em um estreito vale formado pelo rio Choluteca, conhecido como rio Grande. Foi fundada em 1578 pelos espanhóis com a designação de San Miguel de Tegucigalpa. Tornou-se capital em 1880. Tegucigalpa é também a capital do departamento de Francisco Morazán.
O aeroporto internacional da cidade é o Aeroporto Internacional Toncontín.

## Etimologia
Os tegucigalpanos acreditam popularmente que o nome da cidade venha do termo maia-náuatle Taguz Galpan, que significaria "montanhas de prata" (Cerro de Plata, em espanhol). O nome é usado como referência à capital hondurenha por boa parte de seus cidadãos, assim como instituições oficiais. Alguns estudiosos acreditam que esta tradução teria sido dado ao nome nativo do povoado pelos conquistadores espanhóis após terem descoberto ricos veios de prata nas montanhas em torno da cidade. Uma etimologia mais recente do termo aponta que o nome poderia ter origem na sequência maia-náuatle Tecuztli-Calli-Pan, que pode ser traduzida como "local onde nobres têm suas casas".

## História
Tegucigalpa foi fundada por colonizadores espanhóis, como Real Villa de San Miguel de Heredia de Tegucigalpa, em 29 de setembro de 1578, sobre o sítio de um antigo povoado nativo. Antes e depois da independência, a cidade foi um centro minerador de prata e ouro. A capital da recém-independente República de Honduras foi transferida por diversas vezes entre Tegucigalpa e Comayagua, até ser fixada permanentemente na primeira em 1880.
Uma lenda popular alega que a sociedade de Comayagua, antiga capital colonial de Honduras, havia manifestado publicamente seu desagrado com a esposa do presidente do país, Marco Aurelio Soto, que vingou-se mudando a capital para Tegucigalpa. Uma teoria mais plausível é a de que a mudança ocorreu porque o presidente Soto era um parceiro importante da Rosario Mining Company, uma companhia mineradora americana que tinha operações em San Juancito, próximo a Tegucigalpa, e precisava estar perto de seus interesses pessoais.
Tegucigalpa permaneceu relativamente pequena e provinciana até a década de 1970, quando a imigração das áreas rurais passou a ser maciça. Durante a década de 1980 diversas avenidas, viadutos e grandes edifícios foram construídos, uma relativa novidade numa cidade caracterizada até então por prédios de dois andares. Tegucigalpa continua a se expandir para além de seu centro colonial, rumo ao leste, sul e oeste, tornando-se uma metrópole grande, porém desorganizada.
Os principais edifícios da cidade incluem o antigo Palácio Presidencial, atualmente um museu nacional, o Palácio Legislativo, a sede do Banco Centro-Americano para a Integração Econômica, o campus da Universidade Nacional de Honduras, fundada em 1847, uma catedral do século XVIII e a Basílica da Virgem de Suyapa.
A produção industrial da cidade, pequena e voltada principalmente para o consumo local, aumentou desde os anos 1970 com a melhoria das rodovias. Entre os produtos estão açúcar, cigarro, roupas, papel, cerâmica, cimento, vidro, plástico, produtos elétricos e maquinário agrário. Um parque industrial no vale de Amarateca, ao norte da cidade, conta com zonas "reexportadoras" (maquiladoras) isentas de impostos, e prata, chumbo e zinco ainda são extraídos de minas na periferia da cidade.

## Geografia

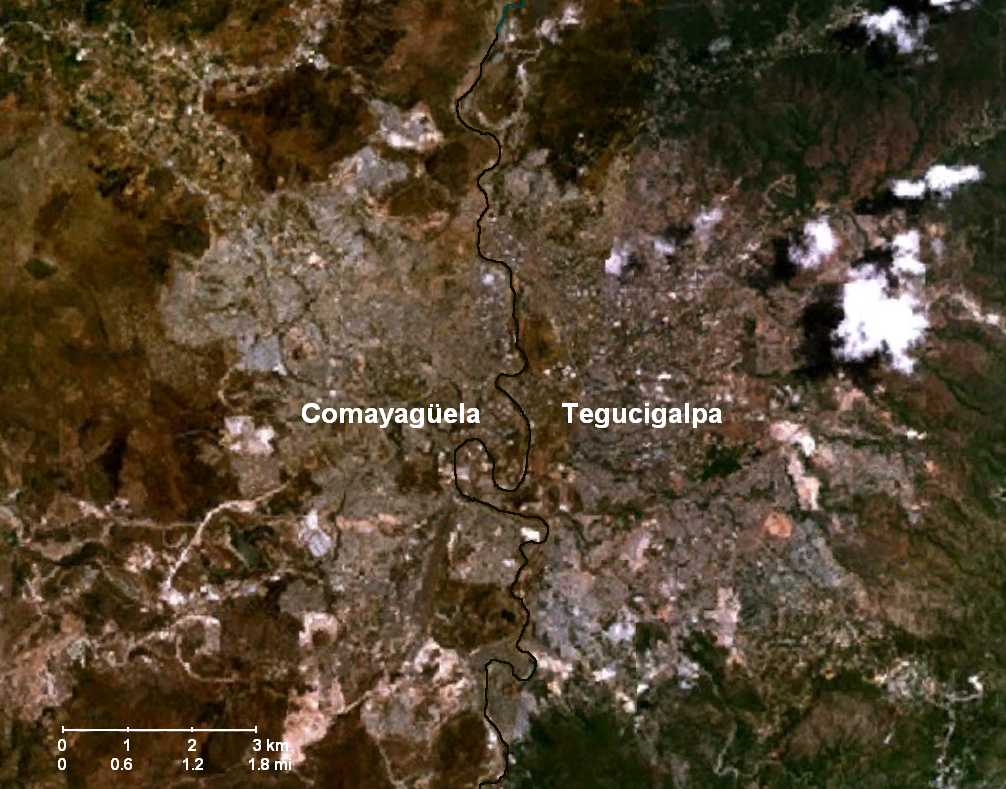
Imagem de satélite de Tegucigalpa

Tegucigalpa localiza-se numa cadeia de montanhas, a uma altitude de 990 metros. O rio Choluteca, que cruza a cidade de norte a sul, separa fisicamente Tegucigalpa e sua cidade-irmã, Comayagüela. O morro El Picacho, uma montanha íngreme de altura média, se eleva acima do centro da cidade; diversos bairros, tanto residenciais quanto favelas, localizam-se em suas encostas. A cidade consiste de morros e montes suave, e a cordilheira que cerca a cidade tende a reter poluição. Durante a estação das secas, uma densa nuvem de smog se forma sobre a cidade, até a queda das primeiras chuvas.
Uma das principais cidades da América Central, o clima de Tegucigalpa está entre os mais agradáveis, devido à sua altitude. Como boa parte da região central de Honduras, a cidade apresenta um Clima subtropical úmido , - o que significa que é menos úmido que o clima dos vales mais baixos e das regiões litorâneas do país - com temperaturas entre 19 e 23 graus Celsius. Os meses de dezembro e janeiro são os mais frios, enquanto março e abril, associados popularmente no país com os feriados da Semana Santa, são os mais quentes e secos. A precipitação ocorre de maneira esparsa por todo o ano; durante a estação dos furacões no Caribe, de junho a novembro, pode-se chegar a 920 milímetros ao fim de um dia normal.

### Duas capitais em uma
Para todos os propósitos práticos, a capital de Honduras é Tegucigalpa; porém algumas fontes indicam que duas "cidades" partilham esta denominação. O artigo 8 do capítulo 1 da constituição hondurenha afirma: "As cidades de Tegucigalpa e Comayagüela, em conjunto, constituem a Capital da República." O artigo 295 do capítulo 11 afirma: "O Distrito Central consiste de um único município, formado pelos antigos municípios de Tegucigalpa e Comayagüela"; em Honduras, no entanto, os municípios são definidos como entidades políticas semelhantes aos condados, que podem conter uma ou mais cidade.
Num decreto de 30 de outubro de 1880, o presidente Marco Aurelio Soto estabeleceu a sede permanente de governo em Tegucigalpa, e, em 1907, a sede episcopal (atualmente arquiepiscopal) foi transferida para lá. Em 15 de março de 1938 o general Tiburcio Carías Andino e o Congresso Nacional declararam oficialmente que Comayagüela era um bairro (barrio) de Tegucigalpa, a capital nacional. Hoje em dia alguns escritórios governamentais são listados com endereço em Comayagüela, porém a região é considerada uma parte de Tegucigalpa.

### Clima
O clima de Tegucigalpa é tropical com estação seca (do tipo Aw na classificação climática de Köppen-Geiger), com temperaturas médias mensais sempre superiores a 18 °C e índice pluviométrico de aproximadamente 870 milímetros (mm) anuais, concentrados entre os meses de outubro e abril. As precipitações ocorrem sob a forma de chuva e, algumas vezes, de granizo.
| Dados climatológicos para Tegucigalpa (Aeroporto Internacional Toncontín) 1961–1990, extremos 1951–presente | Dados climatológicos para Tegucigalpa (Aeroporto Internacional Toncontín) 1961–1990, extremos 1951–presente | Dados climatológicos para Tegucigalpa (Aeroporto Internacional Toncontín) 1961–1990, extremos 1951–presente | Dados climatológicos para Tegucigalpa (Aeroporto Internacional Toncontín) 1961–1990, extremos 1951–presente | Dados climatológicos para Tegucigalpa (Aeroporto Internacional Toncontín) 1961–1990, extremos 1951–presente | Dados climatológicos para Tegucigalpa (Aeroporto Internacional Toncontín) 1961–1990, extremos 1951–presente | Dados climatológicos para Tegucigalpa (Aeroporto Internacional Toncontín) 1961–1990, extremos 1951–presente | Dados climatológicos para Tegucigalpa (Aeroporto Internacional Toncontín) 1961–1990, extremos 1951–presente | Dados climatológicos para Tegucigalpa (Aeroporto Internacional Toncontín) 1961–1990, extremos 1951–presente | Dados climatológicos para Tegucigalpa (Aeroporto Internacional Toncontín) 1961–1990, extremos 1951–presente | Dados climatológicos para Tegucigalpa (Aeroporto Internacional Toncontín) 1961–1990, extremos 1951–presente | Dados climatológicos para Tegucigalpa (Aeroporto Internacional Toncontín) 1961–1990, extremos 1951–presente | Dados climatológicos para Tegucigalpa (Aeroporto Internacional Toncontín) 1961–1990, extremos 1951–presente | Dados climatológicos para Tegucigalpa (Aeroporto Internacional Toncontín) 1961–1990, extremos 1951–presente |
| Mês | Jan | Fev | Mar | Abr | Mai | Jun | Jul | Ago | Set | Out | Nov | Dez | Ano |
| --- | --- | --- | --- | --- | --- | --- | --- | --- | --- | --- | --- | --- | --- |
| Temperatura máxima recorde (°C)                                                                             | 33,0 | 34,5 | 35,5 | 36,6 | 36,9 | 34,5 | 35,9 | 36,9 | 34,2 | 34,8 | 32,8 | 31,4 | 36,9 |
| Temperatura máxima média (°C)                                                                               | 25,7 | 27,4 | 29,5 | 30,2 | 30,2 | 28,6 | 27,8 | 28,5 | 28,5 | 27,3 | 26,0 | 25,4 | 27,9 |
| Temperatura média (°C)                                                                                      | 19,5 | 20,4 | 22,1 | 23,4 | 23,6 | 22,6 | 22,1 | 22,4 | 22,2 | 21,5 | 20,4 | 19,7 | 21,7 |
| Temperatura mínima média (°C)                                                                               | 14,3 | 14,5 | 15,5 | 17,1 | 18,2 | 18,2 | 18,0 | 18,0 | 17,9 | 17,6 | 16,3 | 15,0 | 16,7 |
| Temperatura mínima recorde (°C)                                                                             | 4,5 | 7,2 | 4,7 | 8,9 | 11,1 | 12,4 | 12,6 | 12,2 | 11,0 | 10,0 | 7,7 | 6,8 | 4,5 |
| Precipitação (mm)                                                                                           | 5,3 | 4,7 | 9,9 | 42,9 | 143,5 | 158,7 | 82,3 | 88,5 | 177,2 | 108,9 | 39,9 | 9,9 | 871,7 |
| Dias com precipitação                                                                                       | 1 | 1 | 1 | 2 | 9 | 12 | 9 | 9 | 13 | 10 | 4 | 2 | 73 |
| Umidade relativa (%)                                                                                        | 71 | 66 | 62 | 60 | 67 | 75 | 74 | 73 | 76 | 78 | 77 | 75 | 71 |
| Insolação (h)                                                                                               | 220,8 | 229,4 | 268,5 | 242,8 | 216,3 | 171,7 | 192,5 | 204,8 | 183,4 | 200,4 | 199,2 | 212,2 | 2 542,0 |
| Fonte: NOAA                                                                                                 | | | | | | | | | | | | | |
| Fonte 2: Deutscher Wetterdienst (umidade, 1951–1993) Meteo Climat (Máximas e mínimas recordes)              | | | | | | | | | | | | | |

## Cidades-irmãs
- Belo Horizonte, Brasil
- Madrid, Espanha
- Berlin, Alemanha
- Bogotá, Colômbia
- Amã, Jordânia
- Taipé, Taiwan
- Nova Orleães, Estados Unidos